# Академия гражданской авиации (Алма-Ата)
Академия гражданской авиации — высшее учебное заведение в Алма-Ате, которое осуществляет подготовку инженеров и техников лётного, технического и обслуживающего состава гражданской авиации, а также переподготовку и повышение квалификации специалистов предприятий гражданской авиации. Академия Гражданской Авиации является единственным высшим учебным заведением в Республике Казахстан и Центральной Азии осуществляющим подготовку высококвалифицированных инженеров и техников летного, технического и обслуживающего состава гражданской авиации, а также переподготовку и повышение квалификации специалистов предприятий гражданской авиации.

## История создания
В 1937 году в городе Алма-Ате создан учебно-тренировочный отряд Казахского управления гражданской авиации.
В 1962 году на базе УТО КУГА организован учебно-консультационный пункт Киевского института инженеров гражданской авиации.
6 июля 1995 года учебно-консультационный пункт Киевского института инженеров гражданской авиации благодаря инициативе Начальника УТО КУГА Гресь А. М. и кандидата технических наук Маханова С. Р.- обретает статус высшего учебного заведения в качестве некоммерческого учреждения в области образования «Академия гражданской авиации».
Образовательная деятельность в Академии осуществляется по очной форме, по сокращенным образовательным программам и с применением дистанционной образовательной технологии. Обучение производится на казахском (только первый и второй курс), русском и английском языках.

## Обучение
Всего в академии 128 преподавателей. Преподавательский состав представлен 15 докторами PhD И докторами наук, 28 кандидатами наук и 85 магистрами.
Академия осуществляет обучение по следующим образовательным программам:
Бакалавриат
- 6B07115 Летная эксплуатация гражданских самолётов (пилот)
- 6B07116 Летная эксплуатация гражданских вертолётов (пилот)
- 6B07118 Обслуживание воздушного движения и аэронавигационное обеспечение полетов
- 6B07117 Организация аэропортовой деятельности
- 6B07102 Техническая эксплуатация систем авионики летательных аппаратов
- 6B07101 Техническая эксплуатация летательных аппаратов и двигателей
- 6B07110 Обеспечение авиационной безопасности
- 6B07109 Обслуживание наземного радиоэлектронного оборудования аэропортов
- 6B11306 Логистика на транспорте
- 6B11305 Организация авиационных перевозок
- 6B07113 Технология транспортных процессов в авиации
- 6B07119 Техническая эксплуатация авиационного и радиоэлектронного оборудования
- 6B07120 Беспилотные летательные аппараты и системы
- 6B07121 Авиационная безопасность и интеллектуальные системы
- 6B11307 Системная интеграция наземного обслуживания

Магистратура
- 7M07102 Авиационная техника и технологии (профильная магистратура)
- 7M07112 Летная эксплуатация летательных аппаратов и двигателей
- 7M07111 Летная эксплуатация летательных аппаратов и двигателей
- 7M07101 Авиационная техника и технологии (научно-педагогическая магистратура)
- 7M11302 Организация перевозок, движения и эксплуатация транспорта ( научно-педагогическая магистратура )
- 7M11301 Организация перевозок, движения и эксплуатация транспорта ( профильная магистратура )
- 7M04105 MBA авиационный менеджмент
- 7M04106 EMBA авиационный менеджмент

Докторантура
- 8D07101 Авиационная техника и технологии
- 8D07102 Летная эксплуатация летательных аппаратов и двигателей

## Ректоры
- Гресь Александр Михайлович (1995—1997)
- Мусабеков Пазылхан Мусабекович (1997—1999)
- Алдамжаров Казбек Бахитович (1999—2012)
- Байжуманов, Мухтар Казбекович (2012—2018)
- Ербулеков, Тлек Сансызбаевич (с января по июль 2019)[3].
- Сейдахметов Бекен Канелович (с августа 2019).